# Список умерших в 608 году

## Сентябрь
- 13 сентября — Евлогий, архиепископ александрийский (570—608).

## Дата смерти неизвестна или требует уточнения
- Айдан, король гэльского королевства Дал Риада (574—608).
- Анастасий Брешианский, епископ Брешиа (604 — не позднее 608); католический святой.
- Антара ибн Шаддад, доисламский арабский поэт.
- Арей Гапский, святой, епископ Гапский.
- Брандуб мак Эхах, король Уи Хеннселайг (595/598—605/608) и король Лейнстера (не позднее 597—605/608).
- Жангар Киминь-каган, каган Восточно-тюркского каганата (599—609).
- Лливарх Старый, король Южного Регеда (560—608).
- Лю Чжо, китайский астроном.
- Маэл Умай мак Баэтайн, ирландский военачальник, герой ирландских и валлийских преданий.